# 安谢尔
昂谢尔（法語：Unchair，法語發音：[œ̃ʃɛʁ]）是法国马恩省的一个市镇，位于该省西北部，属于兰斯区。

## 地理
安谢尔（49°17'26"N, 3°44'51"E）面积3.73 平方千米，位于法国大東部大區马恩省，该省份为法国东北部内陆省份，北起阿登省，西北接埃纳省，西南接塞纳-马恩省，南至奥布省，东南接上马恩省，东临默兹省。
与安谢尔接壤的市镇（或旧市镇、城区）包括：韦勒河畔布勒伊、库维尔、克吕尼、乌尔日、马尼厄。

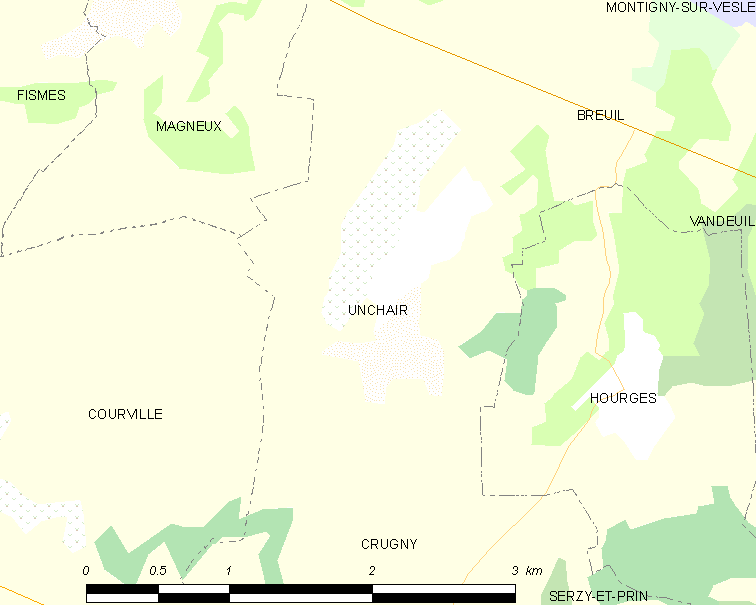
安谢尔的OSM定位图

安谢尔的时区为UTC+01:00、UTC+02:00（夏令时）。

## 行政
安谢尔的邮政编码为51170，INSEE市镇编码为51586。

## 政治
安谢尔所属的省级选区为菲姆-兰斯山县。

## 人口

1962-2008年间安谢尔人口变化图示

安谢尔于2022年1月1日时的人口数量为188人。